# Calomyscus mystax
Calomyscus mystax (Каломіскус вусатий) — вид гризунів родини Хом'якові (лат. Cricetidae).

## Поширення
Країни поширення: Іран, Азербайджан, Туркменістан. У Закавказзі знайдений до 1650 м, в Ірані до 3000 м. Мешкає в кам'янистих гірських степах, особливо полюбляє скельні отвори, у тому числі з чагарниками або рідкісною злаковою і полиновою рослинністю.

## Звички
Живе в групах або поодинці. Влітку активний тільки вночі, навесні і восени також вдень. Харчується переважно насінням, а також меншою мірою листям і пагонами трав і чагарників. У неволі іноді споживає комах, їх личинок і маленьких павуків.
Відтворюється з кінця березня до початку травня. Розмір виводку, як правило, 3-5, максимально до 7. Деякі самиці мають другий виводок на початку літа.

## Загрози та охорона
Немає серйозних загроз виду. Живе в деяких охоронних територіях в Туркменістану.

## Ресурси Інтернету
- Cassola, F. 2016. Calomyscus mystax. The IUCN Red List of Threatened Species 2016: e.T3621A22185853 [Архівовано 14 листопада 2012 у Wayback Machine.]

| Панда | Це незавершена стаття з теріології. Ви можете допомогти проєкту, виправивши або дописавши її. |